# Bert Scheirlinckx
Bert Scheirlinckx (Zottegem, 1 de noviembre de 1974) es un ciclista belga que fue profesional desde el año 2000 hasta 2012. Su hermano Staf también fue ciclista profesional.

## Palmarés
2002
- 1 etapa del Tour de Japón

2006
- Stadsprijs Geraardsbergen

2008
- Dwars door het Hageland

2011
- Gran Premio Pino Cerami[1]
- Trofeo Internacional Jong Maar Moedig